# Aleuropleurocelus nevadensis
Aleuropleurocelus nevadensis es un hemíptero de la familia Aleyrodidae, subfamilia Aleyrodinae.
Fue descrita científicamente por primera vez por Dooley en 2010.